# Jeremy Chai
Jeremy Chai (* 2. Dezember 1990 in Auckland) ist ein neuseeländischer Eishockeyspieler, der seit 2008 bei den West Auckland Admirals in der New Zealand Ice Hockey League spielt.

## Karriere
Jeremy Chai begann seine Karriere als Eishockeyspieler in der Mannschaft der Harrington College Icebergs in der America East Hockey League. 2008 kehrte er in seine Heimat Neuseeland zurück, wo er seither für die West Auckland Admirals in der New Zealand Ice Hockey League auf dem Eis steht. Mit dem Team aus der Millionenstadt auf der Nordinsel wurde er 2010 neuseeländischer Vizemeister. Im nordamerikanischen Winterhalbjahr, zu dem im neuseeländischen Eishockey Sommerpause herrscht, spielte Chai 2009/10 für die Jamestwohn Jets, einem Team aus der Northern Junior Hockey League, und 2010/11 für die Banff Academy Bears, einer ehemaligen Mannschaft aus der kanadischen Provinz Alberta.

### International
Für Neuseeland spielte Chai im Juniorenbereich bei der U-18-Weltmeisterschaft 2008 und der U-20-Weltmeisterschaft 2010 jeweils in der Division III.
Mit der Herren-Nationalmannschaft nahm Chai an den Weltmeisterschaften der Division II 2013, 2014 und 2015 teil.

## NZIHL-Statistik
(Stand: Ende der Saison 2014)